# Latheticomyia lineata
Latheticomyia lineata är en tvåvingeart som beskrevs av Wheeler 1956. Latheticomyia lineata ingår i släktet Latheticomyia och familjen Cypselosomatidae.
Artens utbredningsområde är Arizona. Inga underarter finns listade i Catalogue of Life.